# 村上常太郎
村上 常太郎（むらかみ じょうたろう、1884年〈明治17年〉9月15日 - 1975年〈昭和50年〉3月）は日本の検察官、弁護士。元東京控訴院次席検事。政治家村上誠一郎の祖父。

## 略歴
- 1884年 - 愛媛県越智郡宮窪村（現・今治市）に、村上紋四郎の長男[4]として生まれる
- 1914年 - 東京帝国大学法科大学英法科卒業[4] 司法官試補。東京地方裁判所詰
- 1916年 - 検事。東京地方裁判所予備検事、長崎地方裁判所検事
- 1919年 - 川越区裁判所検事、浦和区裁判所検事
- 1920年 - 東京区裁判所検事
- 1922年 - 浜松区裁判所検事
- 1924年 - 広島控訴院検事
- 1927年 - 欧米各国へ出張
- 1932年 - 長崎地方裁判所検事
- 1934年 - 東京控訴院検事
- 1939年 - 千葉地裁検事局検事正
- 1940年 - 大審院検事
- 1942年 - 東京控訴院次席検事[4]
- 1945年 - 退官
- 1948年 - 弁護士登録
- のち、松山弁護士会会長を歴任[1]。
- 1966年 - 勲三等瑞宝章を受章する[1]。
- 1972年  - 長男に続き次男の信二郎を亡くす[5]
- 1974年  - 宮窪町の名誉町民第一号になる。
- 1975年 - 死去、享年90[3]

## 家族・親族
- 父・紋四郎
- 妻・正子（石川県士族・河村儀元長女）[4]
- 女・由喜(1911年生[4]、独身[6])
- 長男・孝太郎[4]
- 次男・信二郎[4]
- 三男・清[7][8]